# Сеалца (Империја)
Сеалца је насеље у Италији у округу Империја, региону Лигурија.
Према процени из 2011. у насељу је живело 160 становника. Насеље се налази на надморској висини од 294 м.